# Herbert Baumann (voetballer)
Herbert Baumann (16 september 1964) is een Zwitsers voetbalcoach en voormalig voetballer die speelde als verdediger.

## Carrière
Baumann speelde bijna heel zijn carrière voor FC Luzern hiermee werd hij landskampioen in 1989 en won de beker in 1992. Hierna speelde hij nog verscheidene kleiner teams.
Hij speelde 15 interlands voor Zwitserland waarin hij niet tot scoren kwam.
De laatste ploegen waar hij speelde was hij ook coach dit bij FC Küssnacht, SC Cham en FC Littau. Hierna werd hij nog coach van FC Eschenbach, FC Willisau en FC Hochdorf.

## Erelijst
- FC Luzern
  - Landskampioen: 1989
  - Zwitserse voetbalbeker: 1992